# Бомбардировка Франкфурта-на-Майне
Бомбардировка Франкфурта-на-Майне — серия налётов бомбардировочной авиации союзников в ходе Второй мировой войны. В результате налётов была уничтожена половина жилых зданий города (90 000). Полному разрушению подвергся исторический (средневековый) центр города. Потери среди мирного населения составили примерно 5500 жителей убитыми, среди которых была принцесса Мария Александра Баденская.

## Бомбардировки

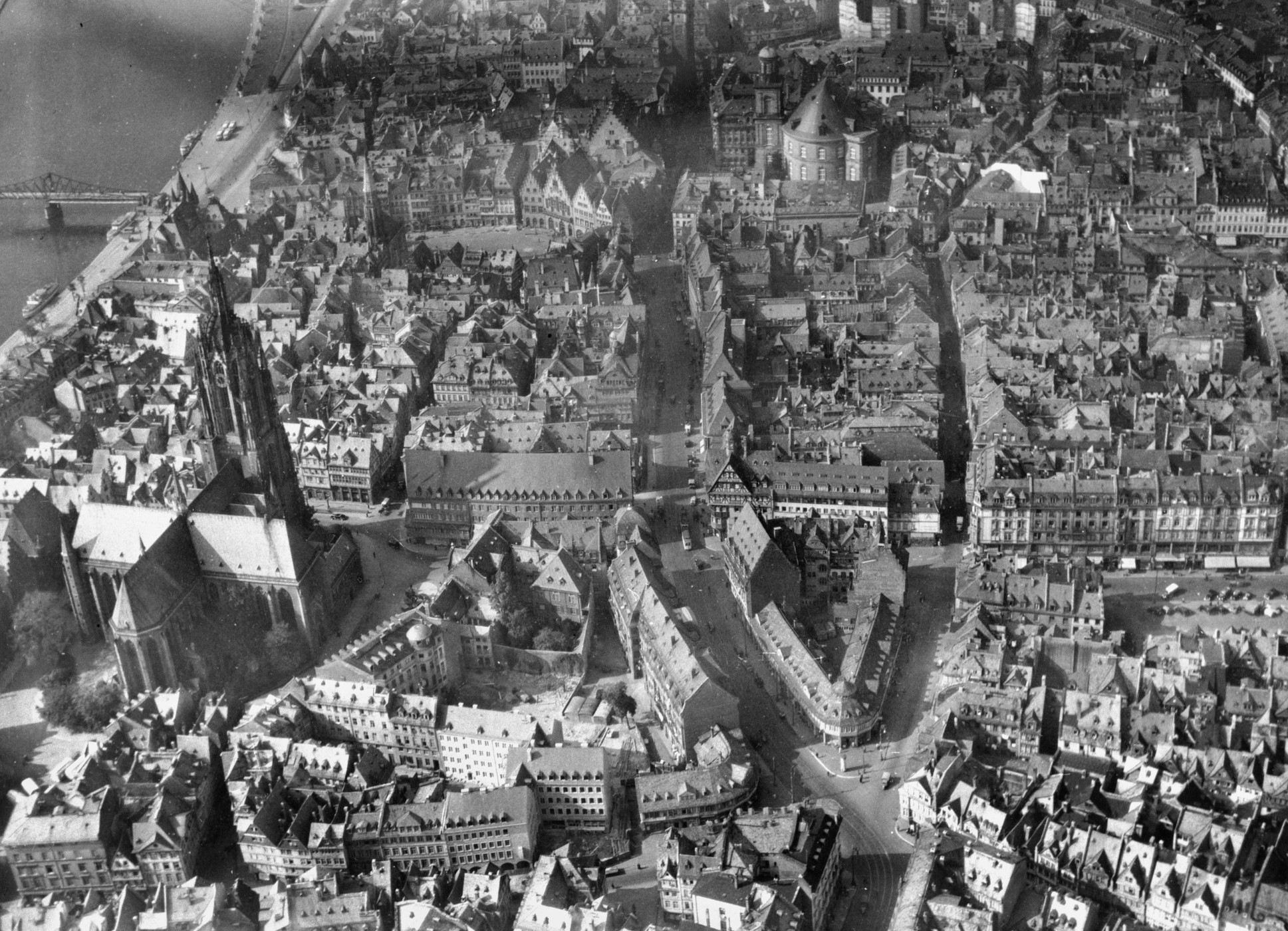
Внутренний город в 1942 году до разрушения

29 января 1944 года Военно-воздушные силы Армии США совершили массированный дневной налёт на Франкфурт. 22 марта 1944 года в ходе бомбардировки города Королевскими военно-воздушными силами Великобритании была разрушена историческая часть Франкфурта (более 1000 человек погибли). Кроме того, нанесен значительный ущерб восточному порту, который являлся важным перевалочным пунктом. Было разрушено здание муниципальной библиотеки в которой хранились исторические значимые документы. В результате авианалёта не сохранилось даже каталогов с содержанием этих документов.

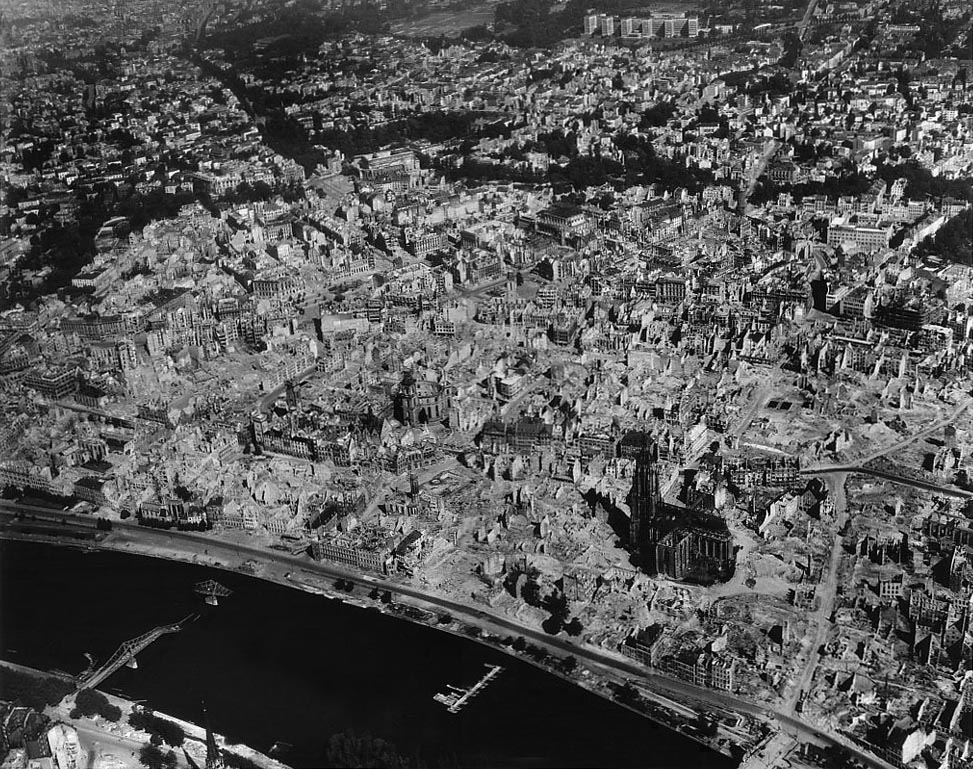
Исторический центр города после бомбардировок
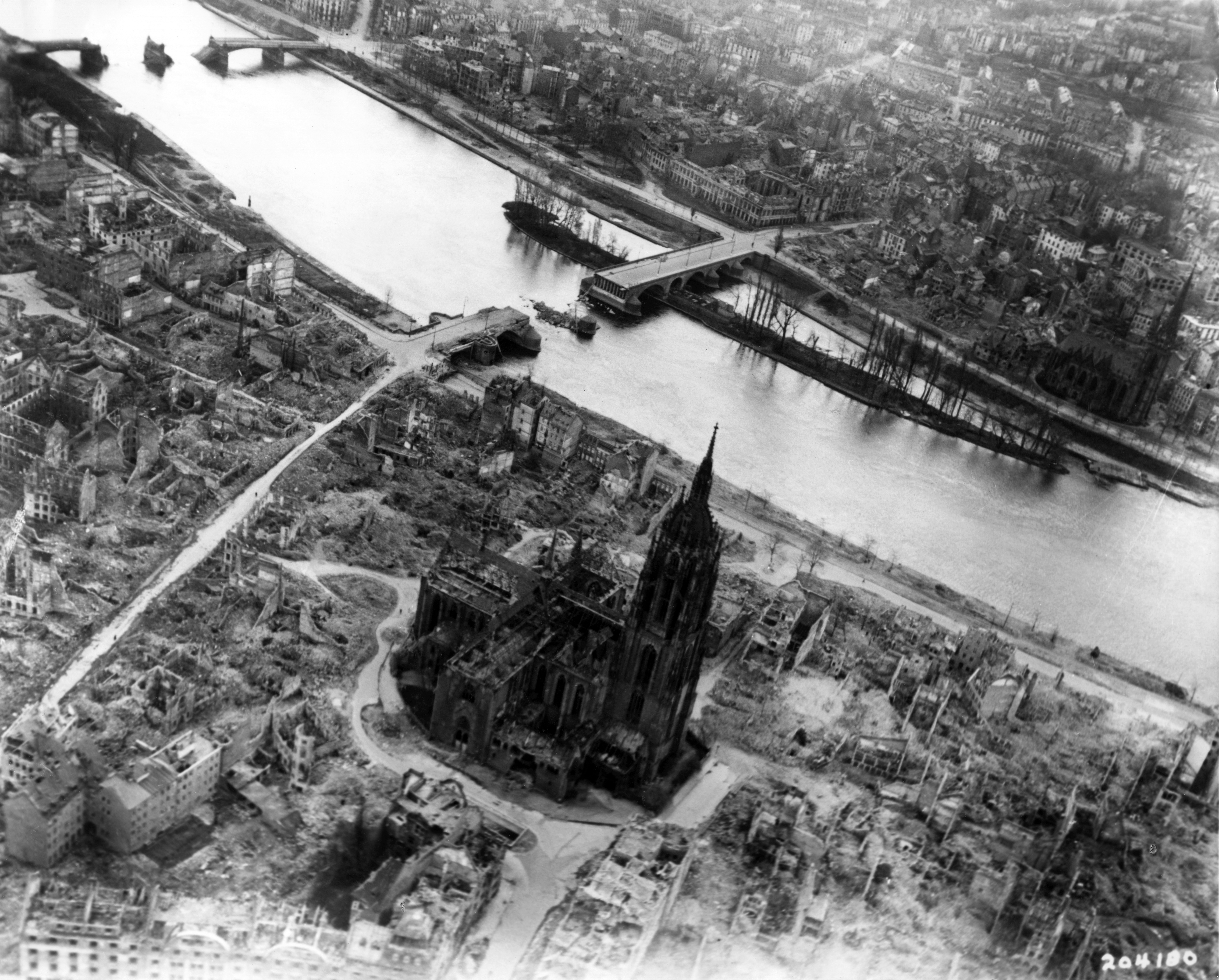
Вид на Франкфуртский собор в мае 1945 года
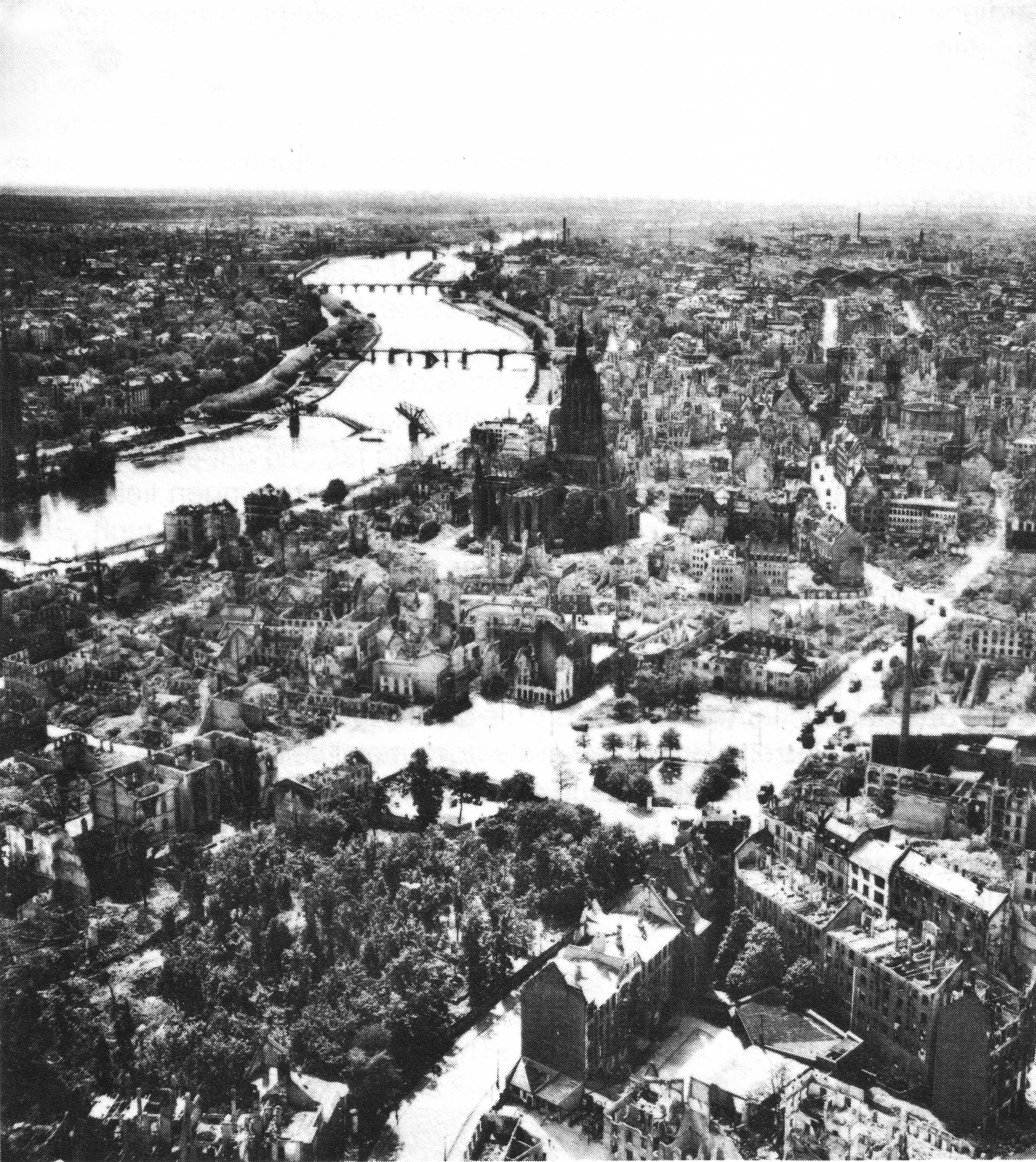
Разрушенный город после войны

## Восстановление города
Послевоенное восстановление города изменило архитектурный стиль зданий. Лишь очень немногие здания были восстановлены в их первоначальном историческом облике.